# 伊爾別伊斯科耶區

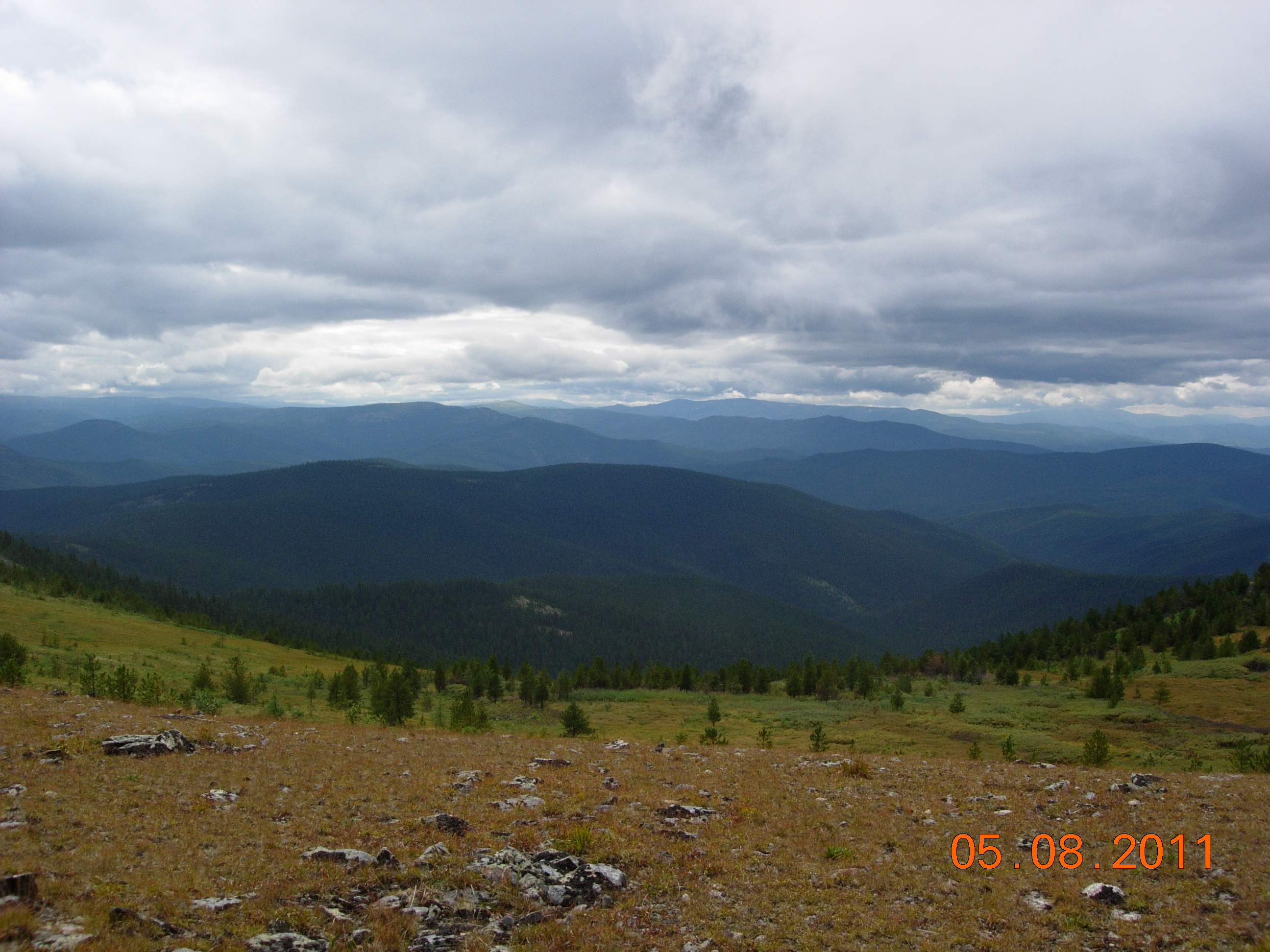

55°38′49″N 95°26′46″E / 55.64694°N 95.44611°E
伊爾別伊斯科耶區（俄语：Ирбейский район），是俄羅斯的一個區，位於該國中部，由克拉斯諾亞爾斯克邊疆區負責管轄，始建於1924年4月4日，面積10,921平方公里，2010年人口16,784，人口密度每平方公里1.54人。